# Подгорє (округ Банська Штявниця)
Подгорє (словац. Podhorie) — село в окрузі Банська Штявниця Банськобистрицького краю Словаччини. Станом на січень 2017 року в селі проживало 365 людей. Протікає річка Тепла.

## Населення
| Рік:            | 1994. | 2004.   | 2014.    | 2024.   |
| --------------- | ----- | ------- | -------- | ------- |
| Кількість осіб: | 405   | 381     | 339      | 334     |
| Різниця:        |       | -5,92 % | -11,02 % | -1,47 % |

| Рік:            | 2023. | 2024. |
| --------------- | ----- | ----- |
| Кількість осіб: | 334   | 334   |
| Різниця:        |       | +0 %  |